# Biagio Vecchioni
Biagio Vecchioni (Montieri, 7 maggio 1900 – Verona, gennaio 1972) è stato un politico italiano.

## Biografia
Tra i più importanti gerarchi del fascismo maremmano, originario di Gerfalco, nel comune di Montieri, fu segretario federale di Grosseto, podestà di Montieri e deputato del Regno d'Italia dal 1934. È stato presidente nazionale dell'INFAIL dall'aprile del 1939 al 1942, secondo presidente nella storia dell'istituto.
Nel dopoguerra ha vissuto a Massa Marittima, presso la tenuta del Cicalino, ricoprendo la carica di primo presidente del Rotary Club di Massa Marittima nei primi due anni della sua formazione; presidente del locale Istituto minerario; vice-presidente del Consorzio agrario di Grosseto e dell'Unione provinciale agricoltori.
Sposatosi con Vittorina Francini, ebbe due figli: Roberto, docente di neurochirurgia all'università di Padova, e Paola.
Morì all'età di 71 anni a Verona per una malattia circolatoria e venne sepolto a Massa Marittima il 23 gennaio 1972.